# Penicillaria lineatrix
Penicillaria lineatrix är en fjärilsart som beskrevs av Walker 1858. Penicillaria lineatrix ingår i släktet Penicillaria och familjen nattflyn. Inga underarter finns listade i Catalogue of Life.